# 8286 Kouji
8286 Kouji eller 1992 EK1 är en asteroid i huvudbältet som upptäcktes den 8 mars 1992 av de båda japanska astronomerna Kazuro Watanabe och Kin Endate vid Kitami-observatoriet. Den är uppkallad efter den japanske amatörastronomen Kouji Yamamoto.